# زومبي باودر
زومبي باودر وهي سلسلة مانجا يابانية كتبها وتوضيحها تايت كوبو. تم جمع السلسلة في أربعة مجلدات ذات غلاف ورقي، وأصدرت في العام التالي. نشرت مانجا زومبي  باودر في مجلة شونين جمب الأسبوعية ل27 فصلًَا في عام أغسطس عام 1999 إلى فبراير 2000 قبل أن يتم إلغاؤه . 

## روابط خارجية
- زومبي باودر  في شبكة أخبار الأنمي